# Іверське (Дніпровський район)
Іверське (до 2016 — Дзержинівка) — село в Україні, у Новопокровській селищній громаді Дніпровського району Дніпропетровської області. Населення — 345 мешканців.

## Географія
Село Іверське розташоване за 2,5 км від сіл Мала Калинівка, Розтання і Миколо-Мусіївка. Селом протікає пересихаючий струмок із загатою. Розташоване за 95 км на південний захід від районного центру Дніпра та за 10 км від залізничної станції Лошкарівка на лінії Апостолове — Нижньодніпровськ-Вузол.

## Історія
Село Іверське засноване до скасування кріпосницького права в 1813 році.
До 1813 року зустрілись дві людини, це були багаті люди. Клейген, який мав земельну ділянку близько 3000 десятин і велику псарню під Уманню. Інший поміщик був багатий на кріпосних селян у Тамбовській губернії. Між ними відбувся договір: поміняти одну селянську душу на одну собаку. Умови були такі: сім'я повинна складатись із 5 осіб. Чоловік і дружина повинні бути за віком не молодше 30 років. Вони повинні мати 3-х дітей (бажано хлопчиків). Так було виміняно 21 сім'ю: дві сім'ї з 5 осіб, а інші по 6-8 осіб. Перевезли ці сім'ї з Тамбовської губернії в село. Це були Батаєви, Пономарьови, Чернишови, Бровкіни, Короти, Догонови, Мінаєви. Клейген виділив однакову кількість землі (по десятині) кожній сім'ї, надав допомогу будівельним матеріалом і над балкою (на кобелі) було збудовано 21 хату. Будували разом (толокою).
Вулиця, на якій були збудовані ці перші хати, дуже довго називались кобелівкою. Тут же, недалеко, була збудована і садиба поміщика Клейгена. Пізніше Клейген перепродав свій маєток сусідові Нефельду.
Через те, що населення мешкало російське, виникла потреба ходити до церкви. Цим скористалась збідніла і дуже освічена княгиня Варвара, яка мешкала в сусідньому селі Миколаївка. У селі Варварівці вона будує церкву. Ця церква і стала приходом для мешканців села. Церкву Варвара назвала Іверською (на честь перемоги Петра I над шведами).
У 1845 році село Клейгенове було перейменовано в Іверське. Така назва проіснувала до 1927 року.
За рішенням парт-комірки село Іверське у 1927 році було перейменоване в Дзержинське (на честь Ф. Е. Дзержинського). Але у місцевому діалекті прижилась назва Дзержинівка. У 1927 році в селі було збудовано семирічну школу.
У 1931 році на території села Дзержинівка утворились два колгоспи: «Ударник» та «Червона зірка». Через деякий час вони об'єднались в один колгосп під назвою «Червона зірка». Першим головою був призначений чоловік із Лугової (Олександрополя). Другим головою був Батаєв С. В., у 1941 році він пішов на війну і не повернувся. Загинув у перші дні війни.
На території села постійно функціонувала школа: з 1927 року, з 1968 по 1985 роки восьмирічна і з 1985 10-ти річна. У 50-ті роки у школі навчалось близько 300 дітей. У 50-ті роки мешканці села були активними учасниками художньої самодіяльності. Колектив посів І місце на огляді в районі та області.
Німецько-радянська війна не обійшла стороною село. З Дзержинівки на фронт пішло близько 190 чоловік, 81 із них не повернувся.
У 1943 році з села було заслано до Німеччини близько 20 осіб.
У ніч із 27 на 28 листопада 1943 року село було звільнено від німецько-фашистських військ. У дні визволення за Дзержинівку загинуло близько 400-х осіб. У роки війни звання піонера-героя присвоєно Калюті Якову, 10-ти річному хлопчику, який своєчасно виконував завдання від радянського командування.
Також мешканці села виявили мужність та героїзм при визволенні країн Європи: Польщі, Угорщини, Німеччини. 36 односельчан нагороджено орденами та медалями за участь у ВВВ.
У 1946—1947 роки померло дуже багато дітей.
У 1946 році колгосп «Червона зірка» було перейменовано в колгосп ім. Ворошилова. З 1953 року колгосп має назву «Росія». У 50-ті роки колгосп «Росія» мав 4 тис. 200 га землі, 3 тис. 800 га пахоти. Працездатного населення нараховувалось 1200 осіб. На початку 50-х років у склад комсомольської організації входило близько 50 осіб. Секретарем комсомольської організації був Батаєв В. С.
До 1956 року комсомольську організацію колгоспу поповнили ще 51 член і вона нарахувала 101 комсомольця. Батаєв В. С. як один з активних комсомольських секретарів району, був премійований поїздкою в складі районної делегації на 6-й Всесвітній Московський фестиваль. У 1960 році комсомолець Некрасов О. М. був делегатом з'їзду ВЛКСМ.
У 1968 році на честь 50-річчя УРСР в селі була збудована амбулаторія. У 1965 році під керівництвом Вейцман С. І. було прокладено селом водогін. У другій половині 60-х років по всьому селі було знято солом'яні стріхи. Шефську допомогу залізом надав завод ім. Петровського у м. Дніпропетровську.
У 1969 році у селі було збудовано приміщення контори. На початку 70-х в селі Дзержинівка почав свою роботу Будинок культури. У приміщенні Будинку культури був РАГС та кінотеатр. У середині 70-х років село було асфальтоване.
У 1976 році працівники полів колгоспу «Росія» досягли високого врожаю. Колгосп посів перше місце у районі із врожайності ранніх зернових культур. Головою колгоспу був Батаєв В. С., головним агрономом Борисов Б. П. Батьківщина високо оцінила працю робітників сільського господарства і багатьох нагородили медалями та орденами.
На початку 80-х років у селі проведена реконструкція електромережі, почата робота з газифікації. У 1985 році була збудована Дзержинівська середня школа, яку очолив відмінник народної освіти Оксамитний І. І. За час існування школа випустила 153 учнів (до 2000 р.). Великий внесок у навчальну справу та виховання дітей внесли учителя: Батаєва Н. І., Машкара Г.Н, Асеєєва Н. В., Оксамитний І. І. Серед випускників школи більш як десять медалістів.
У 1993 році була газифікована перша вулиця села. Газифікацією села займався голова колгоспу Батаєв В. С. та інженер Шевченко В. О. У 1995 році було збудовано олійницю та пекарню головою КСП Кондратьєвим А. В. У 1998 році завершено будівництво дитячої установи «Світанок» на 50 місць.
У 90-ті роки колгосп «Росія» ліквідований і на його базі був створений КСП «Росія». Із середини 90-х на зміну КСП «Росія» прийшла ТОВ «Флора-Інтернешнл», а у 2000-ні роки створено с/г ТОВ «Техко-Русь». З початку 2000-х років почали з'являтися перші одноосібники, які своїми силами почали обробляти землю на своїх паях.
У 2007 році сільська рада перейшла в іншу будівлю, у якій пізніше був зроблений капітальний ремонт. У 2012 році було зроблено капітальний ремонт по вул. Кооперативній за рахунок сільської ради. У 2012 році була створена громадська організація «Фортуна», яка брала участь у проєкті «Енергозберігаючі заходи у комунальному закладі освіти» і було замінено вікна в Дзержинівській СЗШ І-III ступенів за кошти Європейського союзу та програми розвитку ООН в Україні, бюджету Дніпропетровської обласної ради, Солонянської районної ради, Дзержинівської сільської ради, Дзержинівської ГО «Фортуна». У 2015 році було зроблено реконструкцію пам'ятника загиблим воїнам у роки ВВВ.
У 2016 році Дзержинівській СЗШ І-III ступенів було проведено капітальний ремонт системи опалювання з заміною батарей опалення на нові за виділенням коштів Дніпропетровської обласної ради та Дзержинівської сільської ради. Також у дитячій установі «Світанок» створений проєкт на проведення інноваційних енергоефективних заходів (заміна вікон на металопластикові).
Через більш як 200 років заснування села і першої його назви, з прийняттям Закону про декомунізацію село перейменовують знову в Іверське.

## Опис
У селі є середня загальноосвітня школа І-III ступенів, у якій навчається понад 100 учнів, будинок культури з залом на 325 місць, бібліотека, книжковий фонд якої становить 7 тис. примірників, фельдшерсько-акушерський пункт, дитячий садок і ясла на 60 місць, магазин, АТС, поштове відділення, ощадна каса.

## Населення

### Мова
Розподіл населення за рідною мовою за даними перепису 2001 року:
| Мова                | Відсоток |
| ------------------- | -------- |
| українська          | 84,9 %   |
| російська           | 14,2 %   |
| інші/не визначилися | 0,9 %    |